# Leptotarsus occlusus
Leptotarsus occlusus är en tvåvingeart som först beskrevs av Edwards 1924.  Leptotarsus occlusus ingår i släktet Leptotarsus och familjen storharkrankar. Inga underarter finns listade i Catalogue of Life.